# Casa de Beaufort
A Casa de Beaufort é uma família nobre britânica , que se originou no século catorze e teve um importante papel na politica da Inglaterra no século seguinte  .
O nome Beaufort refere-se a um castelo em Champagne, França (agora Montmorency-Beaufort), uma vez propriedade de João de Gaunte, 1.º Duque de Lencastre, terceiro filho de Eduardo III.

## Origem
A família é descendente de João Beaufort (1371-1410),  filho de João de Gaunte com sua então amante  Catarina Swynford. Gaunt mais tarde se casou com Swynford, e seus filhos foram legitimados, mas foram oficialmente impedidos de entrarem na linha de sucessão ao trono (excepta regali dignitate).
Os Beauforts foram uma família poderosa e importante desde o início, tornando-se mais proeminente quando seu irmão se tornou o rei Henrique IV.
Quando a luta dinástica conhecida como a Guerra das Rosas eclodiu no final do século XV , os Beauforts foram os principais defensores de Henrique VI e a Casa de Lencastre  . 
 Henrique VII traçou sua pretensão à coroa inglesa através de sua mãe, Lady Margaret Beaufort, neta de João Beaufort, e bisneta de João de Gaunte (uma vez que todos os descendentes legítimos de João de Gaunte foram mortos, e a exclusão original da linha Beaufort foi posta de lado).

## Guerra das Rosas
Os Beauforts sofreram pesadamente na Guerra das Rosas . Edmundo Beaufort, 2.º Duque de Somerset e todos os quatro de seus filhos foram mortos na guerra, não deixando nenhum herdeiro legítimo do sexo masculino. A linha masculina foi continuada por meio de Carlos Somerset, 1.º Conde de Worcester, filho ilegítimo de Henrique Beaufort, 3.º Duque de Somerset.
Em 1682, Carlos II tornou Henrique Somerset o primeiro duque de Beaufort, ele descendente direto de Carlos Somerset  .
Na América, a proeminente Família Quincy de Massachusetts era descendente da Casa de Beaufort. Abigail Adams, esposa do presidente dos Estados Unidos John Adams, era membro desta família através de sua mãe, Elizabeth Quincy Smith. Através dela, a Casa de Beaufort está relacionada com a Família Adams nos Estados Unidos.
A família Beaufort na linha masculina é hoje representada por Henry Somerset, 12.º Duque de Beaufort.

## Ancestrais
Beaufort notáveis incluem: 
- João Beaufort, 1.º Conde de Somerset (c. 1371-1410).
  - Henrique Beaufort, 2.º Conde de Somerset (c. 1401-1418).
  - João Beaufort, 1.º Duque de Somerset (c. 1404-1444).
    - Lady Margaret Beaufort (1443-1509), mãe do rei Henrique VII de Inglaterra

  - Joana Beaufort, rainha da Escócia (c. 1404-1445)
  - Tomás Beaufort, Conde de Perche (c. 1405-1431)
  - Edmundo Beaufort, 2.º Duque de Somerset (c. 1406-1455).
    - Henrique Beaufort, 3. º Duque de Somerset (1436-1464).
    - Margarida Beaufort, Condessa de Stafford (c. 1427-1474)
    - Edmundo Beaufort, 4.º Duque de Somerset (c. 1438-1471).
    - João Beaufort, Marquês de Dorset (c. 1455-1471)

  - Margarida Beaufort, Condessa de Devon (1409-1449)
- Henrique Beaufort (c. 1375-1447), cardeal bispo de Winchester
- Tomás Beaufort (c. 1377-1426), Duque de Exeter
- Joana Beaufort, Condessa de Westmorland (c. 1379-1440)